# 海林檎
海林檎（cystoids）是已灭绝的一类棘皮动物，是較原始的有莖棘皮動物，萼部为球形，与苹果类似，故名（林檎为苹果的古称）。海林檎纲约有100属左右，多生存於奥陶纪和志留纪，于泥盆纪晚期绝迹。

## 特徵

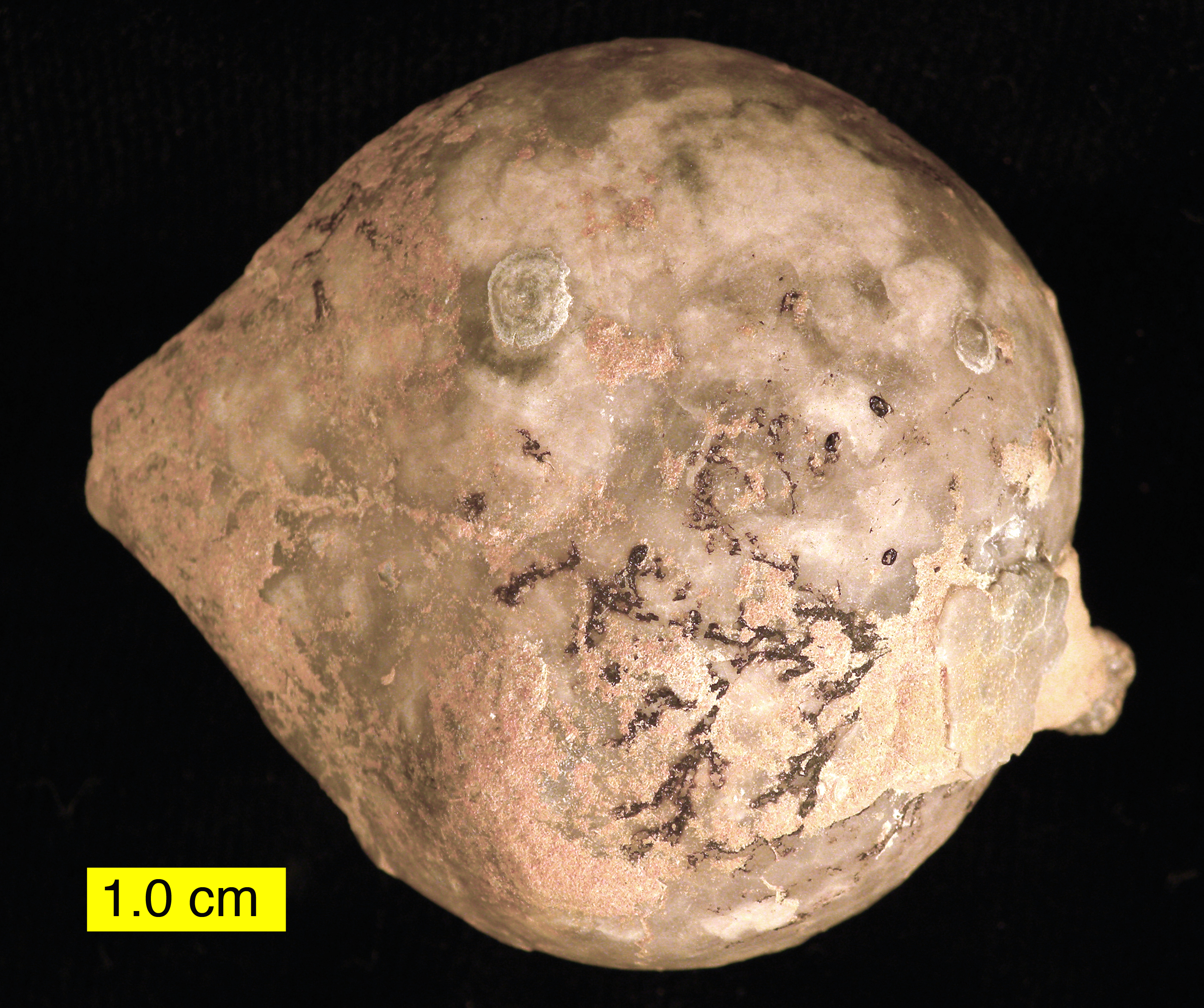
棘海林檎（Echinosphaerites aurantium）化石

海林檎和有柄海百合一樣，都是以莖（柄）固著在海底基質上的底棲生物，有些種類無莖。莖頂連接萼部，萼形狀不一，有卵形、球形、瓶形等，而海百合的萼則多為杯形。萼由許多排列不規則的多邊形骨板（萼板）組成，萼板少則13，多則達200塊以上。萼板上具有小孔，稱為萼孔，作用尚不清楚，可能與水管系統有關，萼孔排列方式可分四種類型：單孔（單個散亂排列）、雙孔（成對出現）、孔菱（排成菱形）和櫛孔菱（類似孔菱，但水管部分露出板面，形如櫛）。口位於萼頂中央或近中央處，呈裂隙狀、圓形或多邊形。由口孔輻射出5條或更少的短食物溝（步帶），呈簡單或分叉狀，步帶上有許多短小、不分叉的腕羽，可濾取海水中的微生物。肛孔位於口的下方，常覆有5～7塊小肛板，形成低矮的肛錐。在口孔與肛孔之間，還有水孔及生殖孔。

## 分類
海林檎綱過往被歸為海百合亞門，並根據萼孔類型、殼體對稱程度而分為兩個目：
- 孔菱目（Rhombifera）：萼板具孔菱。
- 雙孔目（Diploporita）：萼板小孔為雙孔或兼有單孔。

較新的研究則多把海林檎綱的兩個目各自獨立成綱，且歸於海蕾亞門之下。